# Jordan Nichols
Jordan Nichols (* 13. April 1992 in St. Louis, Missouri) ist ein US-amerikanischer Schauspieler und Model.

## Leben
Jordan Nichols wurde im Frühjahr 1992 in St. Louis im US-Bundesstaat Missouri geboren. Seine Karriere begann er 2010 in zwei Folgen von Shake It Up – Tanzen ist alles als Joshua. Daraufhin spielte er in der Doppelfolge Liebestaumel von Meine Schwester Charlie die Rolle des Brandon. Außerdem hatte er 2011 einen Kurzauftritt in Victorious.
2011 spielt er die Rolle des Cameron Vanhauser in der Nickelodeon-Serie Supah Ninjas. Des Weiteren war er neben Sarah Hyland und Matt Prokop in dem Disney Channel Original Movie Movie Star – Küssen bis zum Happy End als Asher zu sehen. Der Film basiert auf einem Roman von Robin Palmer.

## Filmografie
- 2010: Shake It Up – Tanzen ist alles (Shake It Up, 2 Episoden)
- 2011: Meine Schwester Charlie (Good Luck Charlie, 2 Episoden)
- 2011: Victorious (Fernsehserie, 1 Episode)
- 2011: Movie Star – Küssen bis zum Happy End (Geek Charming)
- 2011: Supah Ninjas (Fernsehserie, 4 Episoden)